# Christine Marie Berkhout
Christine Marie Berkhout (* 13. Juli 1893 in Malang, Niederländisch-Indien; † 18. November 1932 in Den Haag, Niederlande) war eine niederländische Mykologin und Phytopathologin und Schülerin von Johanna Westerdijk. Ihr botanisches Kürzel lautet Berkhout.
Mit ihrer Dissertation an der Universität Utrecht 1923 begründete sie für neun Arten die Gattung Candida. Diese waren bis dahin in der Gattung Monilia enthalten gewesen. Nach Paul Guerra und Maurice Langeron begann damit eine „rationale Systematik der anascosporogenen Hefen“. Ihre Arbeit wurde zwar von Langeron und seinen Kollegen zitiert, blieb aber zunächst weitgehend unbekannt, so dass in der Folge eine endlose Liste von Synonymen entstand.
Am Centraalbureau voor Schimmelcultures (CBS) in Baarn, heute Westerdijk Fungal Biodiversity Institute, arbeitete sie mit lebenden Pilzkulturen. Während der Arbeit an ihrer Dissertation begann sich ihr Gesundheitszustand zu verschlechtern. Nach ihrer Promotion übernahm sie keinerlei öffentliche Position. Sie war der erste weibliche taxonomische Mykologe der Westerdijk-Schule.

## Schriften
- De schimmelgeslachten Monilia, Oidium, Oospora en Torula. Dissertation zum Erwerb des Grades eines Doktors in Mathematik und Naturwissenschaft an der Reichsuniversität zu Utrecht. Utrecht 29. Januar 1923 (niederländisch, uu.nl).